# Corrado Nardi
Corrado Nardi (Tarquinia, 20 febbraio 1912 – Tarquinia, 23 agosto 2007) è stato un attore italiano che ha fatto parte di varie compagnie di prosa, fra cui la Compagnia del Piccolo Teatro di Milano come interprete principale.

## Biografia
Attore teatrale, componente della compagnia di prosa di Roma della Rai, per oltre venti anni ha lavorato nella prosa radiofonica e televisiva, cimentandosi generalmente in ruoli di comprimario. È stato anche un attore di secondo piano del cinema italiano degli anni cinquanta e sessanta. Ha lavorato, tra gli altri, con Aroldo Tieri, Ivo Garrani, Paola Borboni, Turi Ferro, Elsa Merlini, Gastone Moschin, Salvo Randone. Ha fatto parte delle compagnie di prosa del Centro di produzione Rai di Roma e del Centro di produzione Rai di Torino e, come interprete principale, della compagnia del Piccolo Teatro di Milano. Conclude la sua carriera nel 1976.

## Prosa radiofonica Rai
- F.B. di Enrico Suarez De Deza, riduzione radiodrammatica di Ernesto Perini (1954)
- La palla, radiodramma di Carlo Fruttero, regia di Pietro Masserano Taricco (1954)
- Il potere e la gloria di Graham Greene, adattamento di Denis Cannan, regia di Luigi Squarzina (1955)
- Daniele fra i leoni di Guido Cantini, adattamento e regia di Anton Giulio Majano (1955)
- La tragedia di Re Riccardo III in "Le storie inglesi di William Shakespeare". Adattamento di Giorgio Bandini, regia di Pietro Masserano Taricco (1956)
- L'egoista, originale radiofonico di Carlo Bertolazzi, regia di Giorgio Strehler (1961)
- La via di mezzo, radiodramma di Federico Zardi, regia di Corrado Pavolini (1961)
- Il kraken si desta, dal romanzo di John Wyndham, adattamento di John Keir Cross, regia di Giorgio Bandini (1961)
- Salto mortale di Giuseppe Cassieri, regia di Sandro Bolchi (1961)
- Antigone, tragedia moderna, regia di Flaminio Bollini (1962)
- Tornate a Cristo con paura, composizione drammatica di laudi perugine dei secoli XIII e XIV a cura e con la regia di Mario Missiroli (1962)
- Fuente ovejuna di Felix Lope de Vega, regia di Pietro Masserano Taricco (1962)
- Ercole e le stalle di Augia di Friedrich Dürrenmatt, regia di Vittorio Sermonti (1964)
- Caio Gracco di Vincenzo Monti, regia di Pietro Masserano Taricco (1965)
- L'eccezione e la regola di Giorgio Strehler (1969)

## Prosa televisiva Rai
- Giulio Cesare in "Le storie inglesi di William Shakespeare". Adattamento di Eugenio Montale, regia di Sandro Bolchi (1959)
- La cometa si fermò, di Vittorio Calvino, regia di Lydia C. Ripandelli (1961)
- Il palazzo della strega, di Mary Chase, regia di Gilberto Tofano (1961)
- Ritorno dall'abisso, di Franco Enna, regia di Mario Lanfranchi (1962)
- Il cuore che cambia, di Richard Benyon, regia di Claudio Fino (1961)
- Il passo più lungo, originale televisivo di Gino De Sanctis, regia di Italo Alfaro (1964)
- Coriolano, di William Shakespeare, regia di Claudio Fino (1964)
- Il fucile di papa Della Ghenga, dall'omonimo romanzo di Francesco Serantini, regia di Alessandro Brissoni (1965)
- I fisici, di Friedrich Dürrenmatt, regia di Franco Enriquez (1967)
- Alfredino, di Gianna Manzini, puntata n. 57 della serie "Vivere insieme". Regia di Fulvio Tolusso (1967)
- Losey il bugiardo, di Carla Ravaioli, della serie "Processi a porte aperte". Regia di Fulvio Tolusso (1968)
- L'egoista, commedia di Carlo Bertolazzi, regia di Giorgio Strehler (1969)
- I giochetti di un signore tranquillo, di J. B. Priestley, regia di Francesco Dama (1971)

## Filmografia
- Bengasi, regia di Augusto Genina (1942)
- Amori e veleni, regia di Giorgio Simonelli (1950)
- Auguri e figli maschi!, regia di Giorgio Simonelli (1951)
- Il capitano nero, regia di Giorgio Ansoldi e Alberto Pozzetti (1951)
- Io sono il Capataz, regia di Giorgio Simonelli (1951)
- Il tenente Giorgio, regia di Raffaello Matarazzo (1952)
- Legione straniera, regia di Basilio Franchina (1952)
- Sensualità, regia di Clemente Fracassi (1952)
- Divisione Folgore, regia di Duilio Coletti (1954)
- Ulisse, regia di Mario Camerini (1954)
- La barriera della legge, regia di Piero Costa (1954)
- Adriana Lecouvreur, regia di Guido Salvini (1955)
- Il conte Aquila, regia di Guido Salvini (1955)
- La principessa nuda, regia di Cesare Canevari (1976)